# Hansteen (cràter)
Hansteen és un cràter d'impacte lunar que s'hi troba prop de la vora sud-oest de l'Oceanus Procellarum. Al sud-est s'hi troba el cràter inundat de lava Billy. La vora de Hansteen presenta una forma una miqueta poligonal, especialment en la seva part oriental. Presenta una sèrie de terrasses al costat nord-oest de la paret interna. El sòl interior conté diverses crestes, pujols i alguns solcs, molts dels quals són paral·lels a la vora exterior. Presenta una zona plana de material de menor albedo en la part nord-est de l'interior.

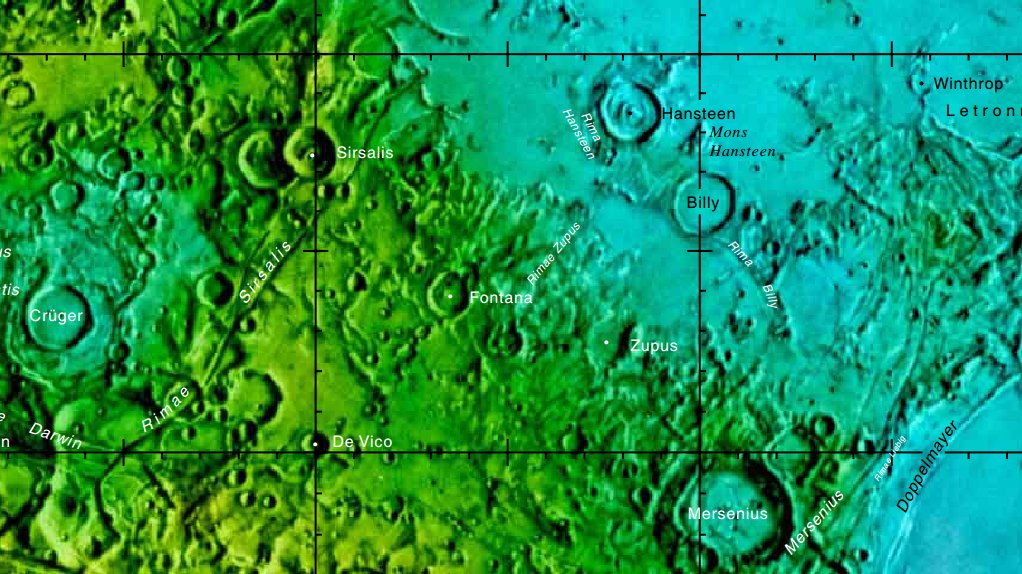
Localització de Hansteen.

Paral·lel a la paret sud-oest exterior s'hi troba un breu canó denominat Rima Hansteen, una formació amb una longitud de prop de 25 quilòmetres. Al sud-est del cràter s'eleva Mons Hansteen o Hansteen Alfa (α). La seva forma és aproximadament triangular i ocupa una àrea de prop de 30 quilòmetres a través de la mar lunar. Aquest element és més recent que el cràter de Hansteen, i hom creu que pot ser una protuberància de material volcànic.

## Cràters satèl·lit
Per convenció aquests elements s'identifiquen en els mapes lunars col·locant la lletra en el costat del punt central del cràter més proper a Hansteen.
|          | \| Hansteen \| Coordenades \| Diàmetre \| \| -------- \| ------------------------------------ \| -------- \| \| A \| 12° 42′ S, 52° 12′ O / 12.7°S,52.2°O \| 6 km \| \| B \| 12° 42′ S, 52° 24′ O / 12.7°S,52.4°O \| 6 km \| \| E \| 10° 30′ S, 50° 30′ O / 10.5°S,50.5°O \| 28 km \| \| K \| 13° 54′ S, 53° 12′ O / 13.9°S,53.2°O \| 3 km \| \| L \| 13° 30′ S, 52° 54′ O / 13.5°S,52.9°O \| 3 km \| |          |
| Hansteen | Coordenades | Diàmetre |
| A        | 12° 42′ S, 52° 12′ O / 12.7°S,52.2°O | 6 km     |
| B        | 12° 42′ S, 52° 24′ O / 12.7°S,52.4°O | 6 km     |
| E        | 10° 30′ S, 50° 30′ O / 10.5°S,50.5°O | 28 km    |
| K        | 13° 54′ S, 53° 12′ O / 13.9°S,53.2°O | 3 km     |
| L        | 13° 30′ S, 52° 54′ O / 13.5°S,52.9°O | 3 km     |

### Altres referències
- (WGPSN), IAU Working Group for Planetary System Nomenclature. «Gazetteer of Planetary Nomenclature. 1:1 Million-Scale Maps of the Moon» (en anglès).  UAI / USGS, 13-02-2013. [Consulta: 6 abril 2016].
- Andersson, L. E.; Whitaker, E. A.,. NASA Catalogue of Lunar Nomenclature (en anglès).  NASA RP-1097, 1982.
- Blue, Jennifer. «Gazetteer of Planetary Nomenclature» (en anglès).  USGS, 25-07-2007. [Consulta: 2 gener 2012].
- Bussey, B.; Spudis, P.. The Clementine Atlas of the Moon (en anglès).  Nueva York: Cambridge University Press, 2004. ISBN 0-521-81528-2.
- Cocks, Elijah E.; Cocks, Josiah C.. Who's Who on the Moon: A Biographical Dictionary of Lunar Nomenclature (en anglès).  Tudor Publishers, 1995. ISBN 0-936389-27-3.
- McDowell, Jonathan. «Lunar Nomenclature» (en anglès).   Jonathan's Space Report, 15-07-2007. [Consulta: 2 gener 2012].
- Menzel, D. H.; Minnaert, M.; Levin, B.; Dollfus, A.; Bell, B. «Report on Lunar Nomenclature by The Working Group of Commission 17 of the IAU» (en anglès). Space Science Reviews, 12, 1971, pàg. 136.
- Moore, Patrick. On the Moon (en anglès).  Sterling Publishing Co, 2001. ISBN 0-304-35469-4.
- Price, Fred W. The Moon Observer's Handbook (en anglès).  Cambridge University Press, 1988. ISBN 0521335000.
- Rükl, Antonín. Atlas of the Moon (en anglès).  Kalmbach Books, 1990. ISBN 0-913135-17-8.
- Webb, Rev. T. W.. Celestial Objects for Common Telescopes, 6ª edición revisada (en anglès).  Dover, 1962. ISBN 0-486-20917-2.
- Whitaker, Ewen A. Mapping and Naming the Moon (en anglès).  Cambridge University Press, 2003. 978-0-521-54414-6.
- Wlasuk, Peter T. Observing the Moon (en anglès).  Springer, 2000. ISBN 1-85233-193-3.